# Boys
«Boys» (укр. Хлопчаки) — пісня, написана американськими авторами Лютером Діксоном та Уесом Фарреллом, вперше виконана американською жіночою групою «The Shirelles» (пісня вийшла на стороні «Б» їх синглу «Will You Love Me Tomorrow» в 1960-ому році). Пісня широко відома завдяки кавер-версії групи The Beatles, яка вийшла в їхньому першому альбомі «Please Please Me».

## Версія The Beatles
Група записала свою версію пісні для першого альбомі «Please Please Me». Запис відбувся 11 лютого 1963 року (під час цієї сесії група записала 10 пісень для альбому). Основну вокальну партію виконав Рінго Старр — це був його перший запис The Beatles в ролі головного вокаліста. Крім цієї пісні The Beatles включили в свій перший альбом ще одну пісню групи «The Shirelles» — «Baby It's You». Пісня була записана з першої спроби.
При записуванні та виконанні пісні група не переживала з приводу можливого гомосексуального контексту, проте, вони змінили займенник, який має відношення до статі. В жовтні 2005 року Пол Маккартні в інтерв'ю журналу «Rolling Stone» заявив: «Це дійсно була дівчача пісня: „Я зараз говорю про хлопців!“. А може, це була гомосексуальна пісня. Але ми навіть не прислухались. Це — просто чудова пісня. Я думаю, це просто пісня про молодість — і до лампочки все інше. Я обожнюю наївність тих днів».
Як наслідок, The Beatles записували цю пісню сім разів для ВВС, проте, пісня не увійшла ні в один з ефірів групи.
В записі брали участь:
- Рінго Старр — основний вокал, ударні
- Джон Леннон — ритм-гітара, підголоски
- Пол Маккартні — бас-гітара, підголоски
- Джордж Гаррісон — соло-гітара, підголоски